# Kung Fu Fighting
Kung Fu Fighting is een disco-single van Carl Douglas. De single is afkomstig van zijn album Kung Fu Fighting and Other Great Love Songs uit 1974. Op 28 juni van dat jaar werd het nummer op single uitgebracht.

## Geschiedenis
De tekst voor Kung Fu Fighting werd geschreven door Douglas zelf, de muziek is van Biddu Appaiah. Douglas haalde zijn inspiratie uit twee vechtende jongetjes op straat. Een ander verhaal is dat hij naar een vechtkunstfilm was geweest met na afloop een concert van Oscar Peterson, en dat pijnstillers voor een voetblessure de rest deden. Het was in eerste instantie helemaal de bedoeling niet het nummer op te nemen. Douglas zong teksten in voor de single I want to give you my everything. Hij was daar dagen mee bezig maar er moest nog een B-kant komen. Uiteindelijke besliste de muziekproducent dat het beter was als Kung Fu Fighting de A-kant zou worden, Gamblin' Man werd B-kant.
Die beslissing pakte goed uit, want de wereld was toen in de greep van martial arts en met name kungfu, mede door de televisieserie Kung Fu met David Carradine als leerling en meester. De single was een succes in de westerse wereld en haalde in diverse hitlijsten de eerste plaats. Een nadeel was dat Douglas' verdere loopbaan alleen nog maar in het teken stond van deze single en dat waar maar gesproken werd over kungfu de muziek werd gezongen en ingelast, zoals in de film Kung Fu Panda. Een eendagsvlieg werd het net niet; de volgende single had in Nederland ook succes (de 9e positie in de Nederlandse Top 40; de 7e positie in de Nationale Hitparade). Uiteindelijk ging de single 11 miljoen keer over de toonbank. Succes in Nederland kwam net zo aarzelend op gang als in de rest van de wereld. Nu was het niet AVRO's Toppop dat de verkoop stimuleerde, maar een optreden in Sjef van Oekels Discohoek en veel airplay op Radio Veronica, Radio Noordzee Internationaal, Radio Mi Amigo, Radio Caroline en de publieke popzender Hilversum 3.
In België bereikte de plaat eveneens de nummer 1-positie in zowel de Vlaamse Ultratop 50 als de Vlaamse Radio 2 Top 30.
In 1998 maakte de band Bus Stop in samenwerking met Douglas een dance-versie van het nummer.
In 2008 bracht DJ Nicky, in samenwerking met zanger Derenzo, een Nederlands-Engelstalige dance-versie van het nummer uit voor de Nederlandse versie van Kung Fu Panda.

## Hitnoteringen

### Nederlandse Top 40
| Hitnotering: week 40/1974 t/m week 2/1975 | Hitnotering: week 40/1974 t/m week 2/1975 | Hitnotering: week 40/1974 t/m week 2/1975 | Hitnotering: week 40/1974 t/m week 2/1975 | Hitnotering: week 40/1974 t/m week 2/1975 | Hitnotering: week 40/1974 t/m week 2/1975 | Hitnotering: week 40/1974 t/m week 2/1975 | Hitnotering: week 40/1974 t/m week 2/1975 | Hitnotering: week 40/1974 t/m week 2/1975 | Hitnotering: week 40/1974 t/m week 2/1975 | Hitnotering: week 40/1974 t/m week 2/1975 | Hitnotering: week 40/1974 t/m week 2/1975 | Hitnotering: week 40/1974 t/m week 2/1975 | Hitnotering: week 40/1974 t/m week 2/1975 | Hitnotering: week 40/1974 t/m week 2/1975 | Hitnotering: week 40/1974 t/m week 2/1975 |
| Week:                                     | 1                                         | 2                                         | 3                                         | 4                                         | 5                                         | 6                                         | 7                                         | 8                                         | 9                                         | 10                                        | 11                                        | 12                                        | 13                                        | 14                                        |                                           |
| ----------------------------------------- | ----------------------------------------- | ----------------------------------------- | ----------------------------------------- | ----------------------------------------- | ----------------------------------------- | ----------------------------------------- | ----------------------------------------- | ----------------------------------------- | ----------------------------------------- | ----------------------------------------- | ----------------------------------------- | ----------------------------------------- | ----------------------------------------- | ----------------------------------------- | ----------------------------------------- |
| Positie:                                  | 17                                        | 4                                         | 1                                         | 1                                         | 1                                         | 1                                         | 1                                         | 2                                         | 2                                         | 4                                         | 11                                        | 18                                        | 32                                        | 40                                        | uit                                       |

### Nationale Hitparade
| Hitnotering: 28-09-1974 t/m 28-12-1974 | Hitnotering: 28-09-1974 t/m 28-12-1974 | Hitnotering: 28-09-1974 t/m 28-12-1974 | Hitnotering: 28-09-1974 t/m 28-12-1974 | Hitnotering: 28-09-1974 t/m 28-12-1974 | Hitnotering: 28-09-1974 t/m 28-12-1974 | Hitnotering: 28-09-1974 t/m 28-12-1974 | Hitnotering: 28-09-1974 t/m 28-12-1974 | Hitnotering: 28-09-1974 t/m 28-12-1974 | Hitnotering: 28-09-1974 t/m 28-12-1974 | Hitnotering: 28-09-1974 t/m 28-12-1974 | Hitnotering: 28-09-1974 t/m 28-12-1974 | Hitnotering: 28-09-1974 t/m 28-12-1974 | Hitnotering: 28-09-1974 t/m 28-12-1974 | Hitnotering: 28-09-1974 t/m 28-12-1974 |
| Week:                                  | 1                                      | 2                                      | 3                                      | 4                                      | 5                                      | 6                                      | 7                                      | 8                                      | 9                                      | 10                                     | 11                                     | 12                                     | 13                                     |                                        |
| -------------------------------------- | -------------------------------------- | -------------------------------------- | -------------------------------------- | -------------------------------------- | -------------------------------------- | -------------------------------------- | -------------------------------------- | -------------------------------------- | -------------------------------------- | -------------------------------------- | -------------------------------------- | -------------------------------------- | -------------------------------------- | -------------------------------------- |
| Positie:                               | 28                                     | 6                                      | 1                                      | 1                                      | 1                                      | 1                                      | 1                                      | 1                                      | 1                                      | 2                                      | 2                                      | 7                                      | 16                                     | uit                                    |

### NPO Radio 2 Top 2000
| Nummer met noteringen in de NPO Radio 2 Top 2000 | '00  | '01  |
| ------------------------------------------------ | ---- | ---- |
| Kung fu fighting                                 | 1615 | 1850 |

1. ↑  Een vetgedrukt getal geeft de hoogste notering aan.
2. ↑  2000 was het eerste jaar met een notering voor dit nummer.
3. ↑  Deze tabel is bijgewerkt tot en met de laatste editie (2024).